# クロアチア料理
クロアチア料理（クロアチアりょうり、クロアチア語: Hrvatska kuhinja）は多様であり、クロアチアの各地域は独自の料理の伝統があるため、各地域の料理として知られている。その起源は古代に遡る。大陸部と沿岸部では、食材の選択と調理法の相違が顕著である。大陸部の料理は初期のスラブ民族および近年の隣国の料理 - ハンガリーおよびトルコでの、調理時のラード、および黒コショウ、パプリカ、およびニンニクの使用 - により特徴づけられる。沿岸部はギリシャおよびローマ、ならびに近年の地中海料理、特にイタリア（特にベネチア）に影響を受けている。沿岸部の料理は、オリーブ・オイル、およびローズマリー、セージ、ローリエ、オレガノ、マジョラム、シナモン、クローブ、ナツメグ、およびレモンやオレンジの皮などのハーブと香辛料を使う。農家の料理の伝統は複数の基本食材（穀物、乳製品、肉、魚、野菜、ナッツ）と調理法（シチュー、グリル、ロースト、焼き）各種の創意に基づいており、一方中流階級市民の料理はより複雑な手順であり、ハーブや香辛料を選択して使用する。シャルキュトリはクロアチア全地域での伝統の一部である。旧ユーゴスラビアの他の国の食品とレシピもまた、クロアチアで人気である。
クロアチア料理は、いくつかの地域の料理（イストラ、ダルマチア、ドゥブロヴニク、リカ、ゴルスキ・コタル、ザゴリェ、メジムリェ、ポドラヴィナ、スラヴォニア）に分けられ、それぞれすべてが地域独自の料理の伝統と特徴を持つが、クロアチアの他の地域でよく知られているわけではない。

## 調理法
名物料理の調理法は次の通り：
- s roštilja：グリルする。
- s ražnja：串を打ってローストする。
- pečeno：ローストする。
- prženo ：揚げる。
- pod pekom ：石焼きオーブンに金属で覆って調理する。金属の上に熱した炭を置くことで、肉が肉汁の中でじっくりと火が通るようにする。pod pekom の名物料理の食材は羊肉、仔牛肉、タコである。
- na lešo：ブロスや水で煮る。（羊肉、牛肉、魚）

## 肉とジビエ
クロアチアの肉料理は次の通り：

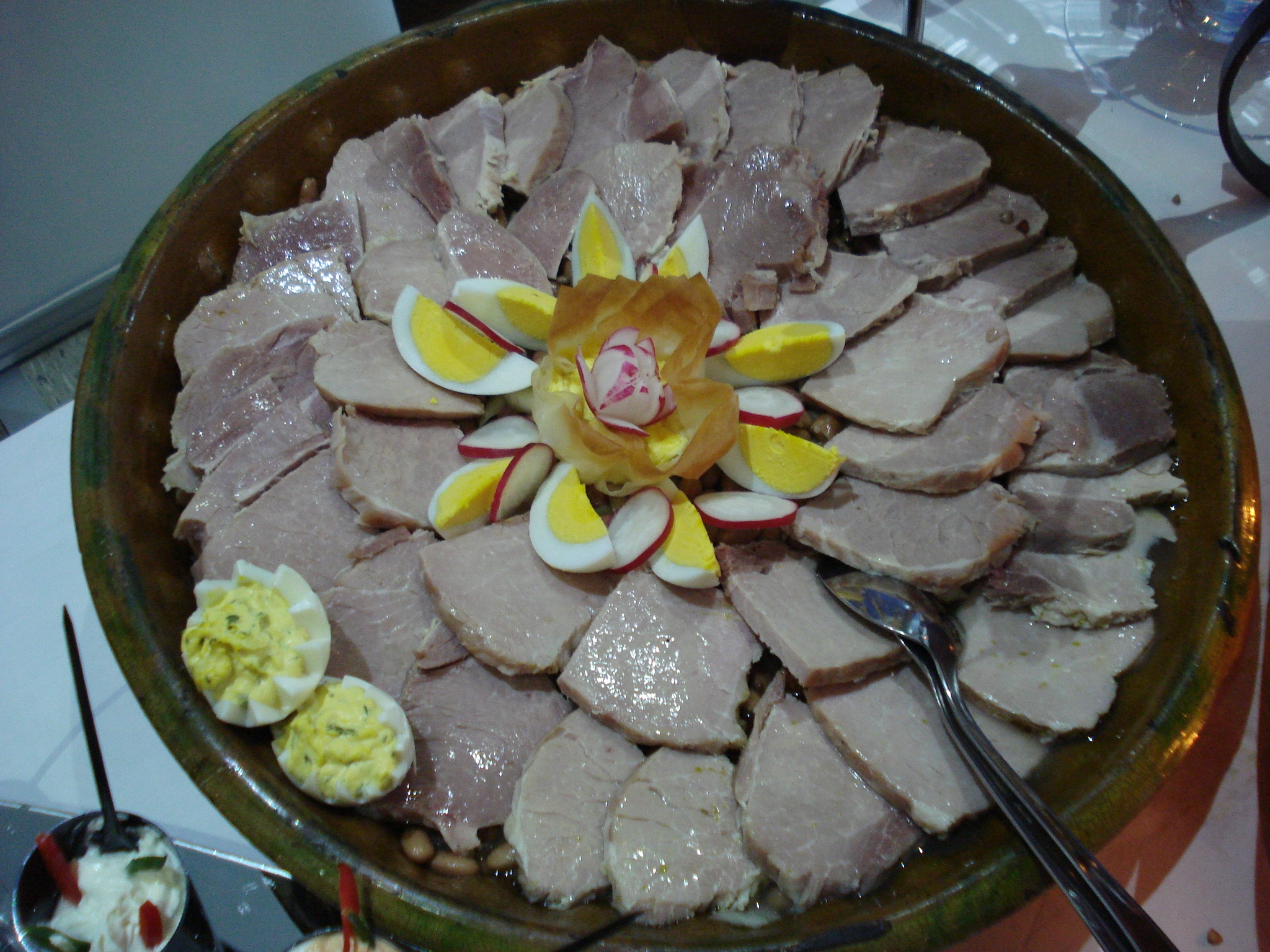
Meso z tiblice：クロアチア北部、メジムリェ郡の木製樽「tiblitsa」の豚肉。

- Miješano mesoまたはラジュニチ（英語版）：串。
- Zagrebački odrezak：ハムとチーズを詰めた仔牛肉ステーキ、パン粉をまぶして揚げる。
- Šnicle（schnitzel）：仔牛肉または鶏肉にパン粉をまぶしたカツレツ。
- Meso z tiblice：メジムリェ郡の豚肉ハム。
- Janjetina：地中海のハーブで調味した羊肉のロースト。
- Odojak：子豚のロースト。
- ダルマチアの新鮮なジビエ
- Visovačka begavica
- シチメンチョウのムリンツィ（英語版）（肉汁に浸した平打ちパスタ）添え[3][4]
- Buncek：豚足肉の燻製で、豆、ザワークラウトまたはケールのシチューの具に使う。
- à la Pašticada：羊腿肉
- 狩猟した鹿腿肉
- 野生のカモ肉のソース添え
- Polpete、faširanci：ミートボール
- キジ肉のロースト
- Kotlovina：サモボル名物の豚関節肉と他の肉およびソーセージの鍋物
- 茹でた牛ランプ肉切り身のザワークラウト添え
- Escalope à la Baron Franz von der Trenck：香辛料を効かせて巻いたシュニッツェル
- メジムリェ郡のガチョウ：ソバを詰める[5]。
- トゥロポリェ（英語版）のガチョウ：付け合わせにトウモロコシ粉。
- Purgerica（ザグレブ住民女性の呼称）シチメンチョウ：ザグレブ周辺地域のクリスマス料理で、クルミ、リンゴ、ベーコン、レモンなどをシチメンチョウに詰める。
- Krvaviceまたはčurke：血液とカーシャで作るブラッドソーセージ。
- Hladetina：ヘッドチーズの一種。
- Brački vitalac
- オオヤマネ：テレビ番組『Bizarre Foods with Andrew Zimmern』によると、ダルマチア沿岸部で食べる[6][7][8]。

## 魚介類
クロアチアの魚介類料理は次の通り：

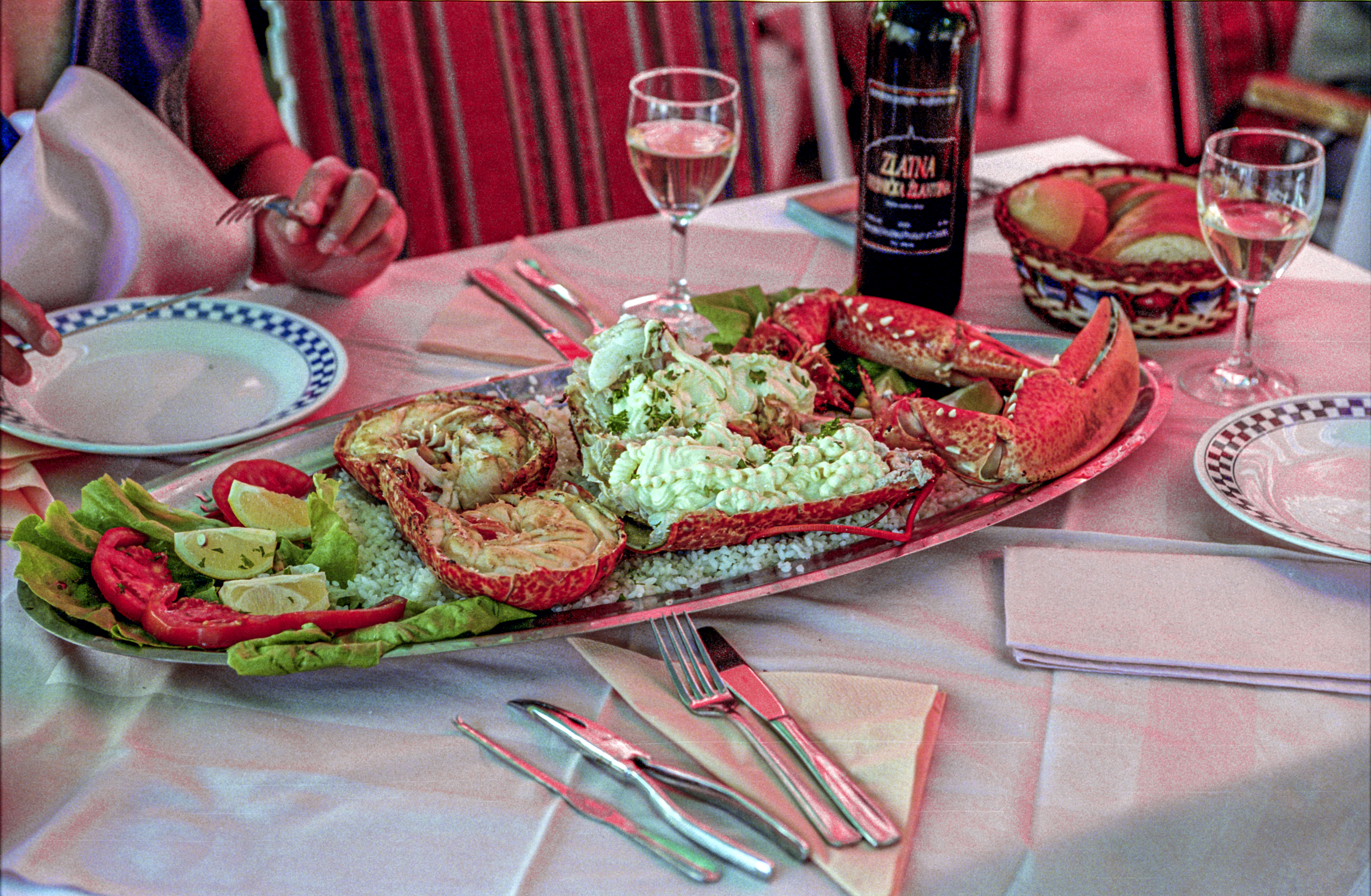
ダルマチアのロブスター

- イカ：クロアチア語：lignje、イタリア語：calamari。グリル、フライ、詰め物またはシチューの具で調理され、ポレンタを添えて供される。
- タコサラダ：クロアチア語：salata od hobotnice。タコは赤ワインのブルデット（クロアチア語版）の具、またはpod pekomで焼く。
- コウイカのリゾット：クロアチア語：Crni rižot、イタリア語：Risotto nero[9]。
- ツナ
- アカザエビ：クロアチア語：škampi、イタリア語：scampi[10]。
- ムール貝：クロアチア語：dagnje[11]。
- 塩蔵コイ：輸入品であるが、クリスマス・イヴまたは聖金曜日に人気である。具材に使う料理はbakalar na bijelo（ドゥブロヴニク、ダルマチア、およびイストラ、オリーブ・オイルとニンニクで調理、ジャガイモはあることも無いこともある）、またはトマトのシチューでジャガイモと煮るbakalar na crvenoである。
- 魚の煮込み：クロアチア語：brodetまたはbrudet（英語版）（ドゥブロヴニクおよびダルマチア）、イタリア語：brodetto。おすすめの数種類の魚（カサゴ類、ヨーロッパアナゴ、アンコウ、メルルーサ）で作る[12]。
- クラム
- シースパイダーサラダ
- ナマズまたはコイのパン粉をまぶしたフライ
- na gradele：サーディンや他の魚のグリル
- slana riba：塩蔵のアンチョビまたはサーディン。オードブルとして、または軽い夕食でpovrće na lešoやサラダなどを添えて供される[9]。
- BuzaraまたはBuzzara：ニンニク、オリーブ・オイル、パセリおよび白ワインでの貝のソテー。
- シギノハシガイ（英語版）：伝統料理の1つであったが、20世紀に生態系保護のために採取が禁止された。

## 煮込み

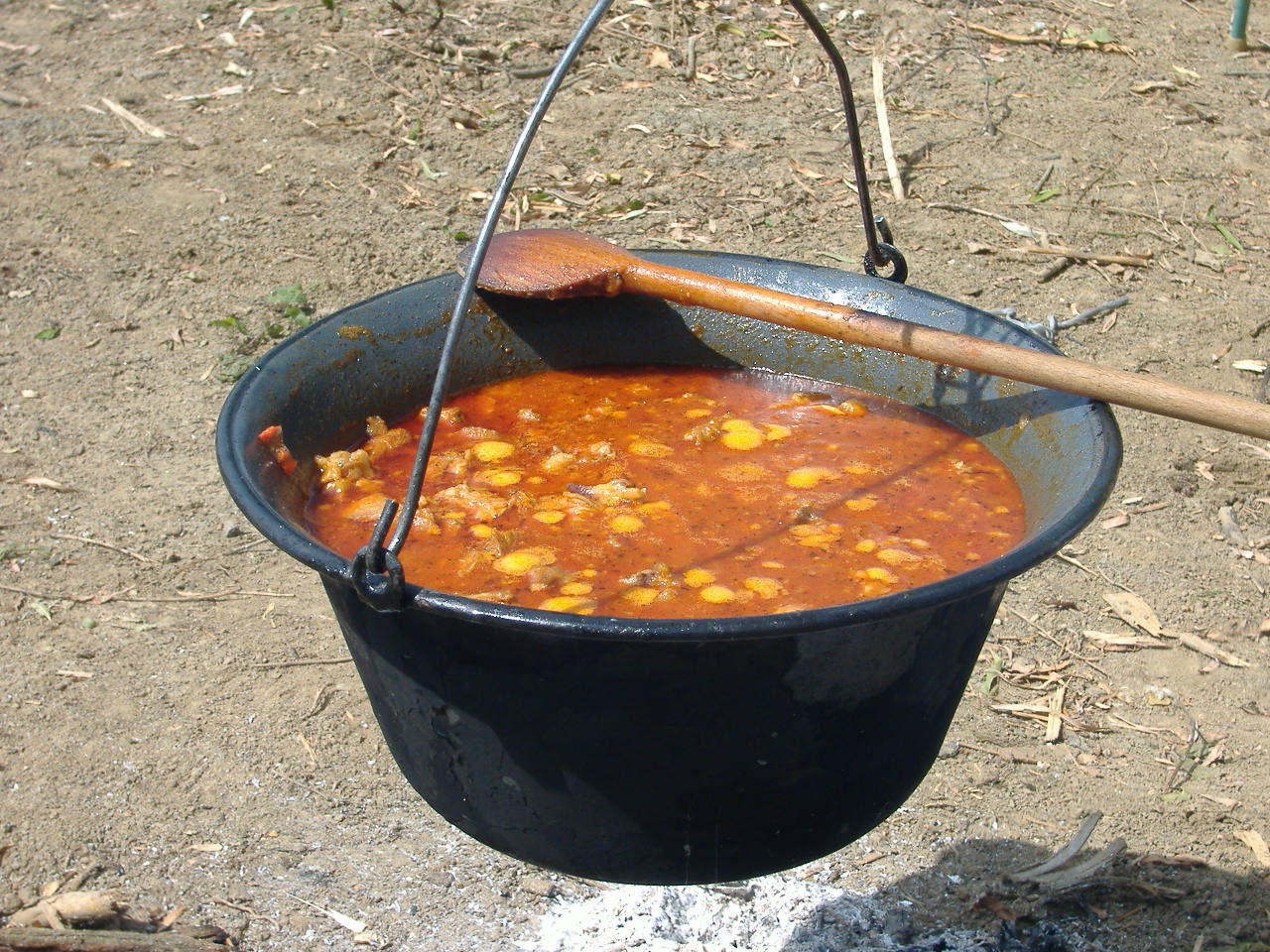
グヤーシュはクロアチア全国各地で非常に人気である

野菜と少量の肉またはソーセージの煮込み（varivo or čušpajz）は、健康的な伝統的食事として認識されている。サワークリーム（クロアチア北部）またはオリーブ・オイル（沿岸部）を、料理を供する直前に加える。煮込みの肉料理は、狩猟と牧羊の伝統の後に、野外で調理されることも多い。ダルマチア都市部の料理では、シナモンおよびクローブ、乾燥プラム、乾燥イチジク、リンゴおよび他の果物を肉の煮込みに加えることが多い。
- グヤーシュ：クロアチア語：gulaš。
- Grah：豆の煮込み。ザワークラウトを加えてgrah sa zeljem またはカブの酢漬けの細切りを加えてgrah s kiselom repomとすることが多い[13]。
- Varivo od mahuna：サヤインゲンの煮込み。
- Riblji paprikaš：fiš-paprikašともいう。スラヴォニアの辛い魚の煮込み、ハンガリーのハラースレーも参照[13]。
- riblja čorba：スラヴォニアの魚のスープ (en) 。
- ブルデット（クロアチア語版）：クロアチア語：BrudetまたはBrodet。魚の煮込み。
- 鶏肉の煮込み
- ウサギのグヤーシュ
- Ričet：jačmik、orzoともいう。
- ヨタ：クロアチア語：Jota。イストラの煮込み。
- Pašta fažol：小さなパスタ入りの豆の煮込み。
- Game Čobanac：Tocană
- Venison goulashとプルーン
- Perpetual stew
- ワインのグヤーシュ
- ザワークラウトの煮込み
- Zelena menestra：伝統的なキャベツと肉の料理。ドゥブロヴニク周辺地域。
- パシュティツァダ（英語版）；クロアチア語；Pašticada、ダルマチアのプルーンと乾燥イチジクと牛肉の煮込み[9][14]。
- Tripiceまたはfileki：トライプの煮込み。

## パスタ
パスタはクロアチア料理、特にダルマチア地域で最も人気の食品の1つである。Manistra na pome（トマトソースのパスタ）が定番である。他にもキノコのクリームソース、挽肉ソースや他の多くの人気のソースがある。生パスタ（rezanci、krpice）をスープまたは煮込みに加えて、またはカッテージチーズ、キャベツ、さらにクルミやケシの実で調理する。ジャガイモの生地も人気で、njoki（ニョッキ）だけでなく、プラムやチーズのダンプリングの材料にも使う。これを茹でて、パン粉とバターをまぶして素早く揚げる。
- ジュガンツィ（英語版）：スラヴォニアおよびクロアチア北部のトウモロコシ粉の料理であり、イストラおよびダルマチアではpalenta、pura（ポレンタ）という。
- ニョッキ：パシュティツァダ（英語版）やグヤーシュと共に供されることが多い。
- Fuži：イストラで典型的なパスタ。
- Needle macaroni
- シュトゥルクリ：ザゴリェ、ザグレブ地域の具を詰めたペイストリーで、焼いてまたは茹でて調理する[9][4]。
- Krpice sa zeljem：キャベツの煮物のパスタ[4]。
- Šporki makaruli：シナモン風味の肉入りソースの伝統的パスタ、ドゥブロヴニクおよび周辺地域。

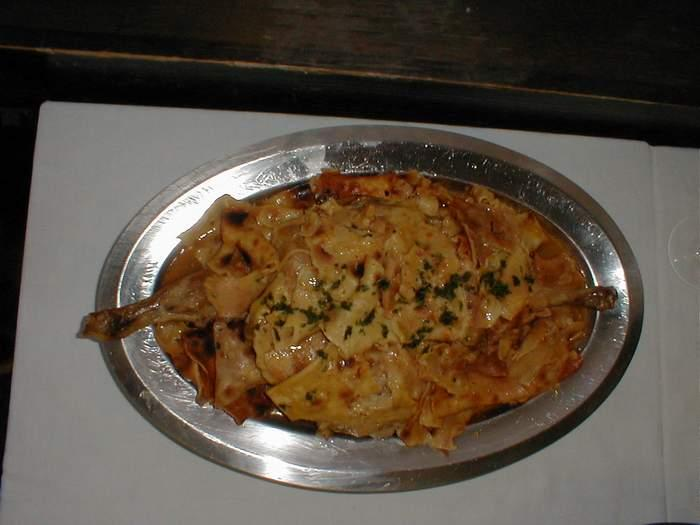
ムリンツィ（英語版）
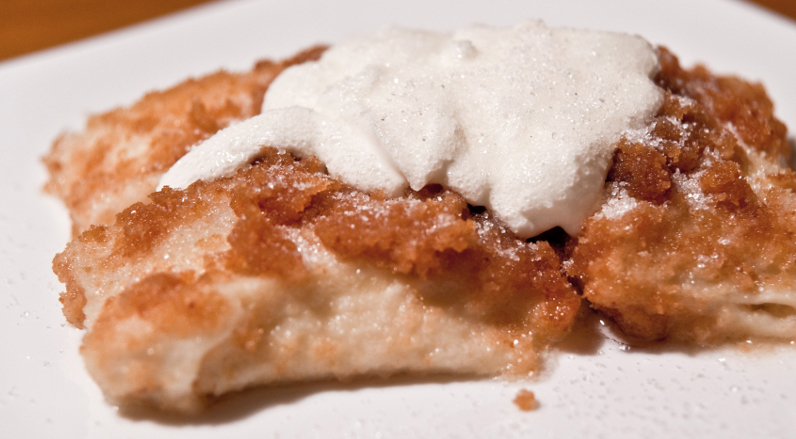
シュトゥルクリ
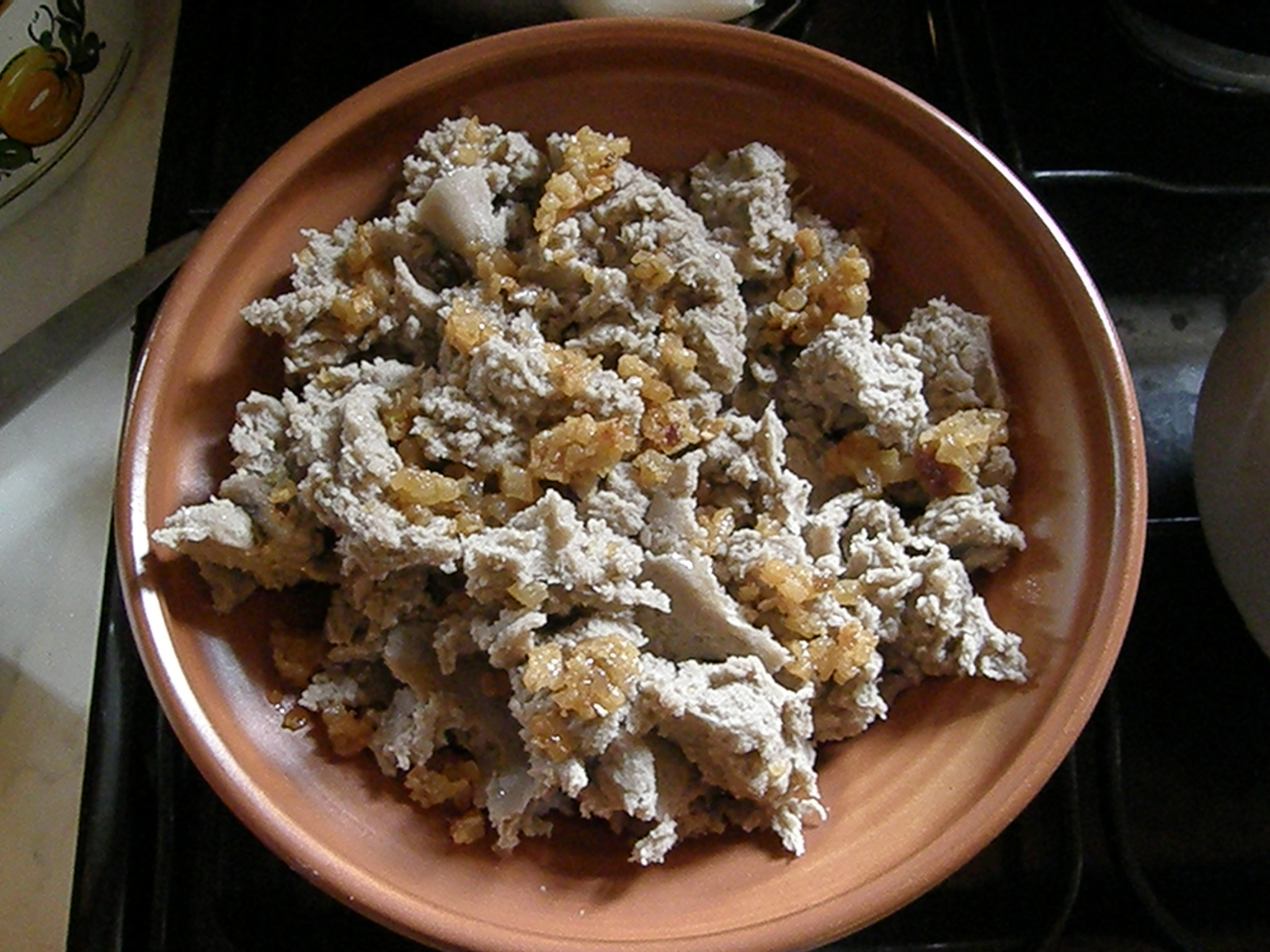
ジュガンツィ （Žganci）

## スープ
スープはクロアチアの食事に欠かせず、日曜日の家族の食事または特別な日の食事にはつきものである。最も人気のスープは出汁をとり、パスタまたはセモリナのダンプリングを加えるものである。メインコースとデザートが控えるため、具は通常軽めである。しかしながら、クリームやルーのスープも人気で、伝統的スープは地方により多様である。ダルマチアで最も愛されるものは、魚のぶつ切り、ニンジンおよびコメが具の魚のスープである。
- Maneštra[15]
- 仔牛肉燻製のスープ
- 牛肉ブイヨンとヴェルミチェッリ
- キノコのスープ、特にヤマドリタケ
- ディルのスープ
- Zagorska juha：ポルチーニ、ベーコン、甘トウガラシ
- Prežgana juha
- チキンスープ

## 付け合わせ
- Sataraš:薄切りにした夏野菜の煮込み。
- ムリンツィ（英語版）：クロアチア北部で典型的な焼いたフラットブレッド、コーカサス地方のフラットブレッドと類似。
- Đuveč：焼いた夏野菜、ラタトゥイユと類似。
- Šalša od pomidora：トマトのサルサ。
- Restani krumpir：タマネギと共に揚げて調理したジャガイモ。
- Blitva s krumpirom：オリーブ・オイルとニンニクで調理したフダンソウとジャガイモ。
- Povrće na lešo：オリーブ・オイル、塩、好みによりニンニクで味付けする茹で野菜。フダンソウ、ケール、キャベツ、サヤインゲン、ジャガイモ、カリフラワー、ニンジン、ソラマメ、ズッキーニおよび他の野菜の付け合わせの人気の調理法。ゆで卵共に、肉または野菜の料理に対する軽い付け合わせである。

## その他

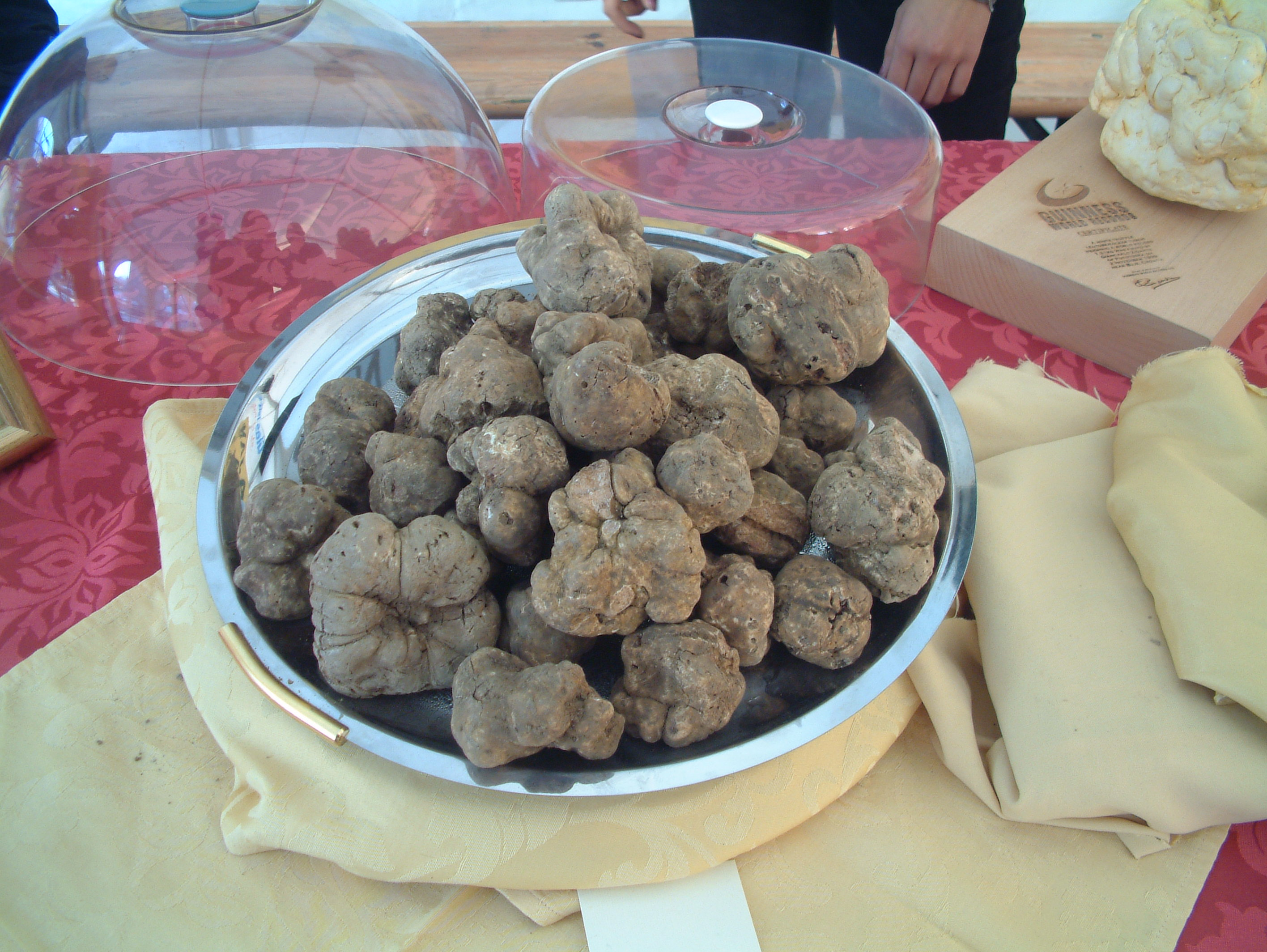
イストラの白トリュフ

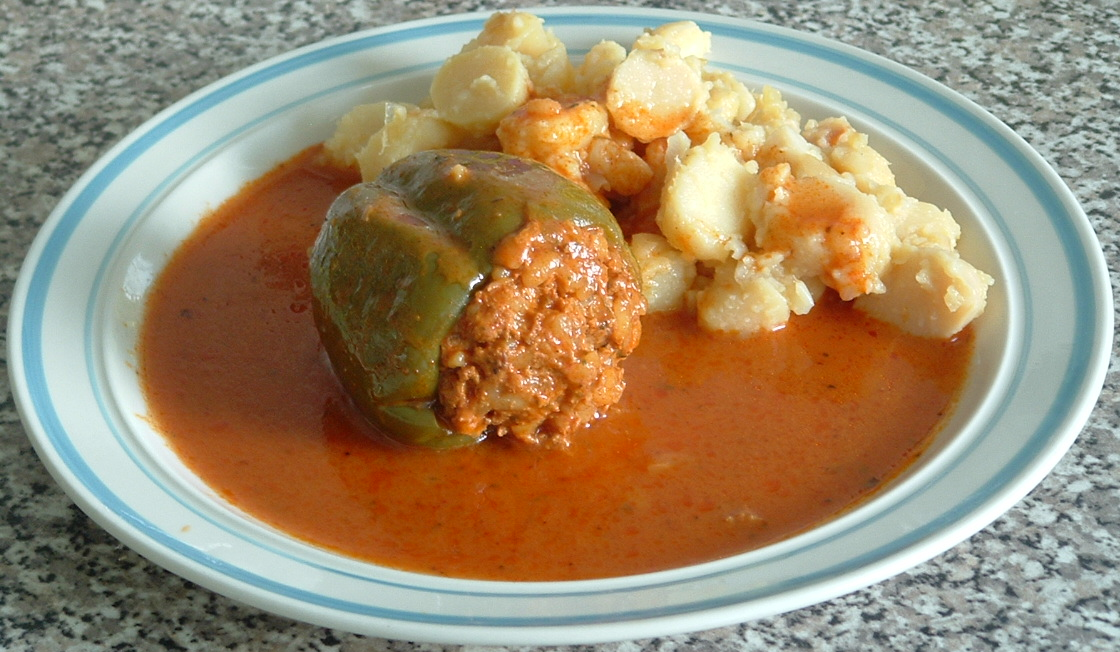
クロアチアの肉詰めピーマン、Punjena Paprika

- Zagrebački odrezak：パン粉を付けて揚げたエスカロープ（シュニッツェル）の、ハムとチーズが具のもの、コルドン・ブルーの一種。
- en：ピーマンの挽肉詰め（ハンガリー語：töltött paprika）。
- サルマ：豚挽肉とコメ詰めたキャベツの巻もの[14]。
- Arambašići：シニの料理。サルマと類似しているが、牛肉のみじん切りで作りコメは入れない[14]。
- ピタ（Lepinje）：フラットブレッド。
- 野生のトリュフ：パスタ、リゾット、またはオムレツ（Fritaja）に合わせて供する[16]。
- Maslinovo ulje：クロアチア産オリーブ・オイル。
- Paški baškotin：パグ島の、甘い香りのZwieback（ラスク）。
- Lički krumpir：リカ地域産ジャガイモ。高品質で大きく、皮が赤い[17]。
- ヴァラジュディン地域のザワークラウト
- ザグレブ地域のキャベツ（zelje）
- アーティチョークとエンドウまたはソラマメ
- アスパラガス入りFritaja[15]
- Goranski nadjev：ゴルスキ・コタルのフィリング。ハムとパンの角切り入りの卵料理。
- チュヴァルツィ（英語版）

## ソーセージとハム
- KulenまたはKulin：スラヴォニアの辛い豚肉ソーセージ[9][13]。
- Češnovka：トゥロポリェ（英語版）の、ニンニク風味が効いた辛い豚肉ソーセージ。
- Kobasica：乾燥、燻煙した辛いソーセージ、（ハンガリー語：kolbász）。
- サモボルのサラミ[3]
- Švargl：スラヴォニアのヘッドチーズ
- ダルマチア内陸部のSuđuk
- イストラおよびダルマチアのプロシュット（Pršut）：塩漬けして乾燥したハム[9]。
- チェヴァプチチ（Ćevapčići）
- ダルマチアのパンチェッタ（Panceta）
- クロアチア中央部のŠpek
- Kaštradina：羊肉または山羊肉の燻製。
- Ombolo

## チーズ

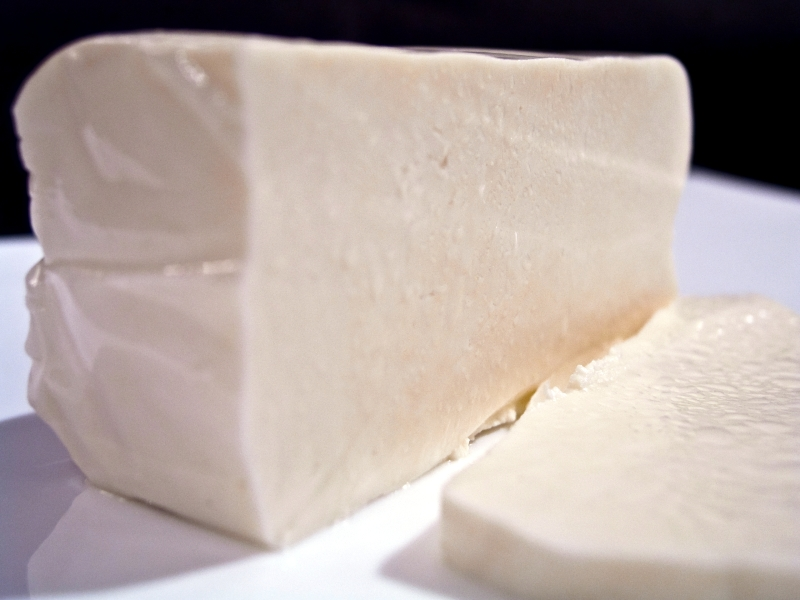
škripavacチーズ

- パグ・チーズ（英語版）（Paški sir）：有名なパグ島の山羊乳チーズ[9][12]。
- Škripavac：農家のチーズ、カードチーズ、コルデゥン（英語版）、リカ（英語版）地域産。
- Cetinski sir：ツェティナ川（英語版）地域のチーズ[17]。
- Krčki sir：クルク島のチーズ。
- Turoš：メジムリェ郡のチーズ。
- Prga：ポドラヴィナ（英語版）のチーズ。
- Sir i vrhnje：ザゴリェ（英語版）のカッテージチーズ。クロアチアの典型的伝統的食品としてよく知られる[4]。

## 甘くないパイおよびペイストリー

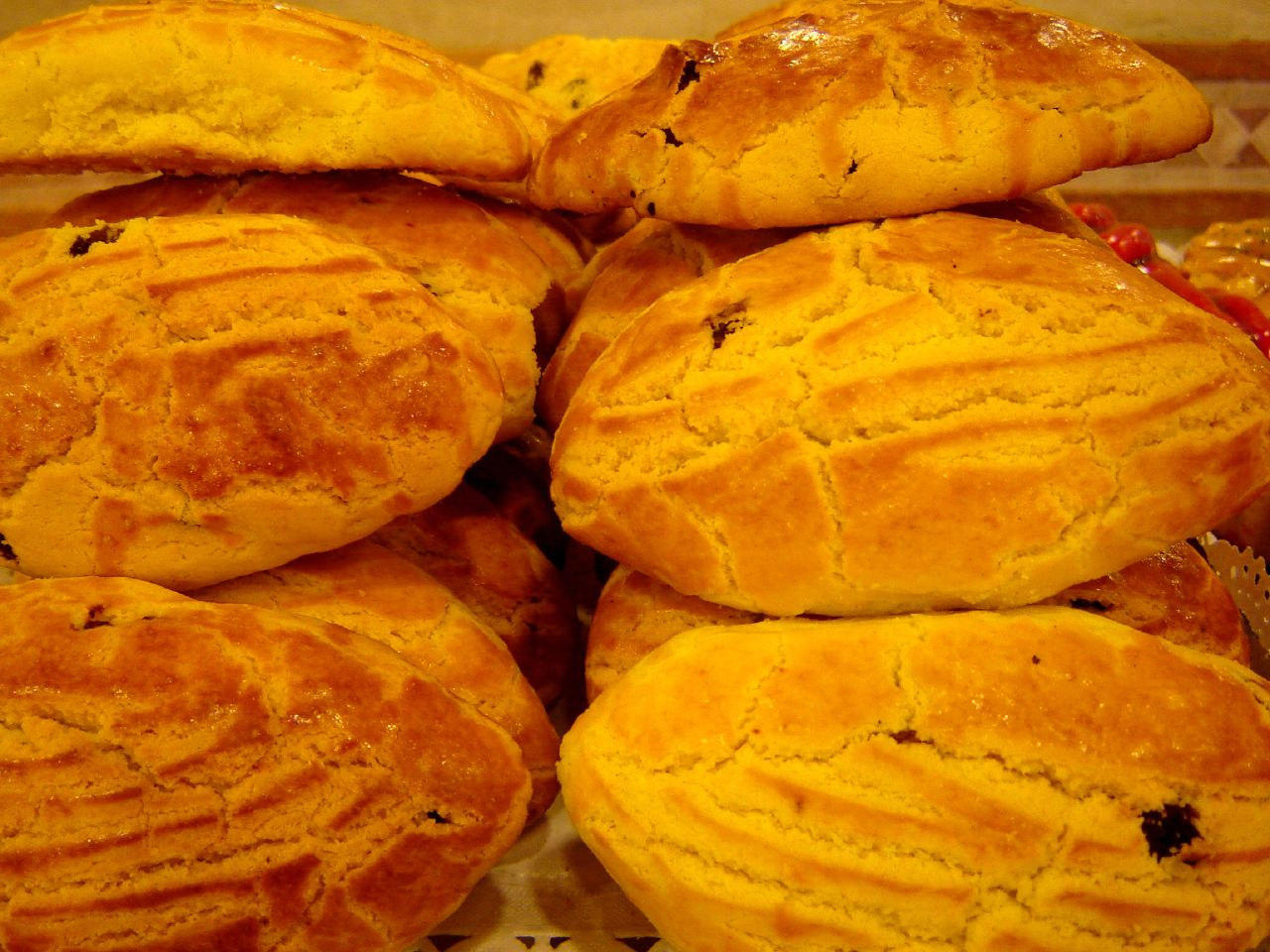
総菜パンのポガチャ

Viška pogačaは、ヴィス島の、塩蔵サーディンの具入りフォカッチャである。Soparnikは、ダルマチアのフダンソウが具のパイである。
- pita：ブレク。
- ポガチャ（英語版）（Pogača）：農家のパン[14]。
- Povitica
- Bučnica：夏カボチャとカッテージチーズのパイ、塩味または甘い味付け。
- シュトゥルクリ：カッテージチーズ、サワーで作り、卵を材料に、塩味または甘い味付けで、茹でてまたは焼いて作る。
- Zlevanka：コーンミールを焼いて作る簡素なペイストリーで、様々なフィリング（チーズ、サワークリーム、サクランボ、プラムジャム、クルミ、ヌテラなど）入り。
- Varaždinski klipići

## 菓子とデザート

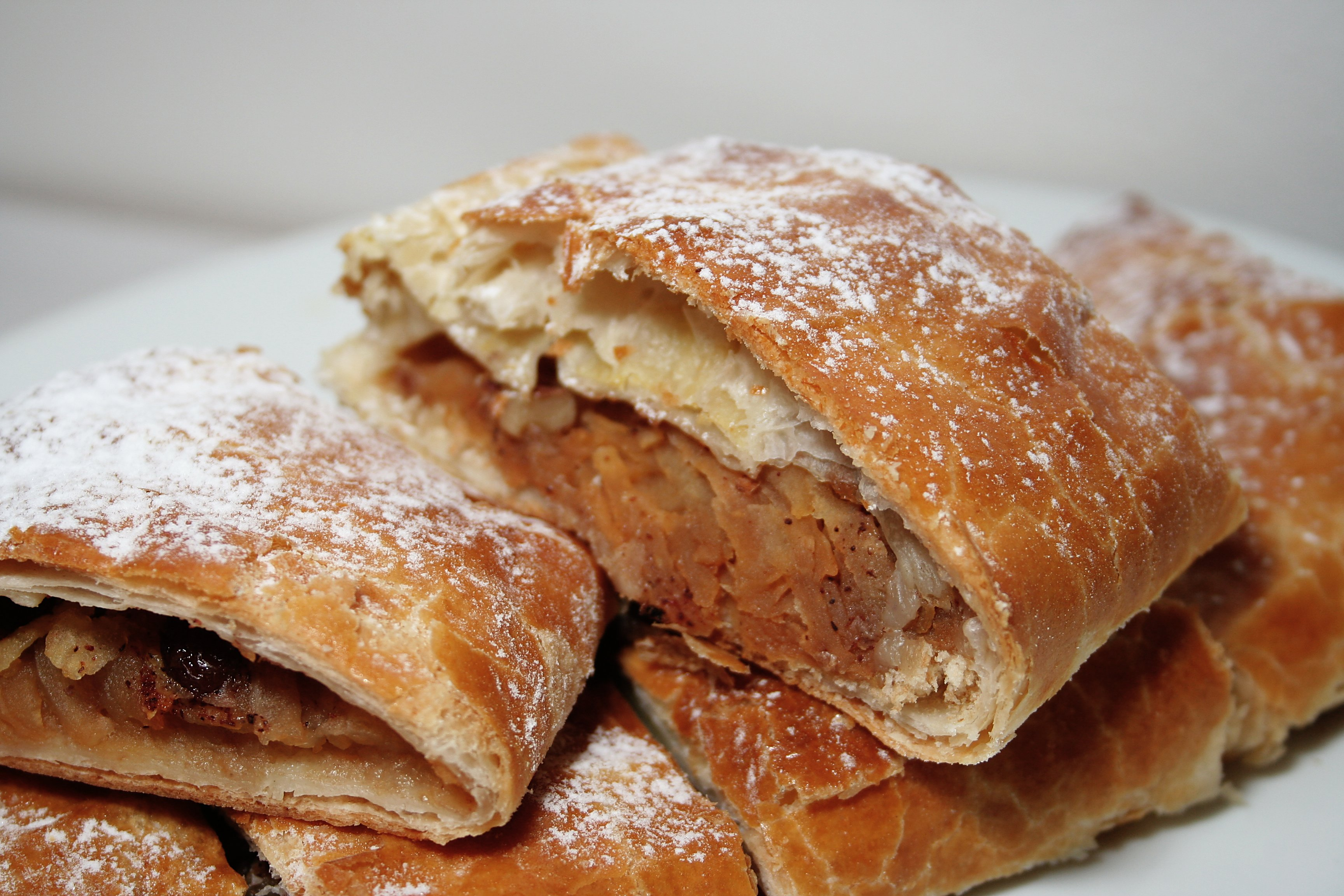
Savijača、またはリンゴのŠtrudla

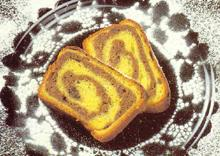
'の一種、Orehnjača

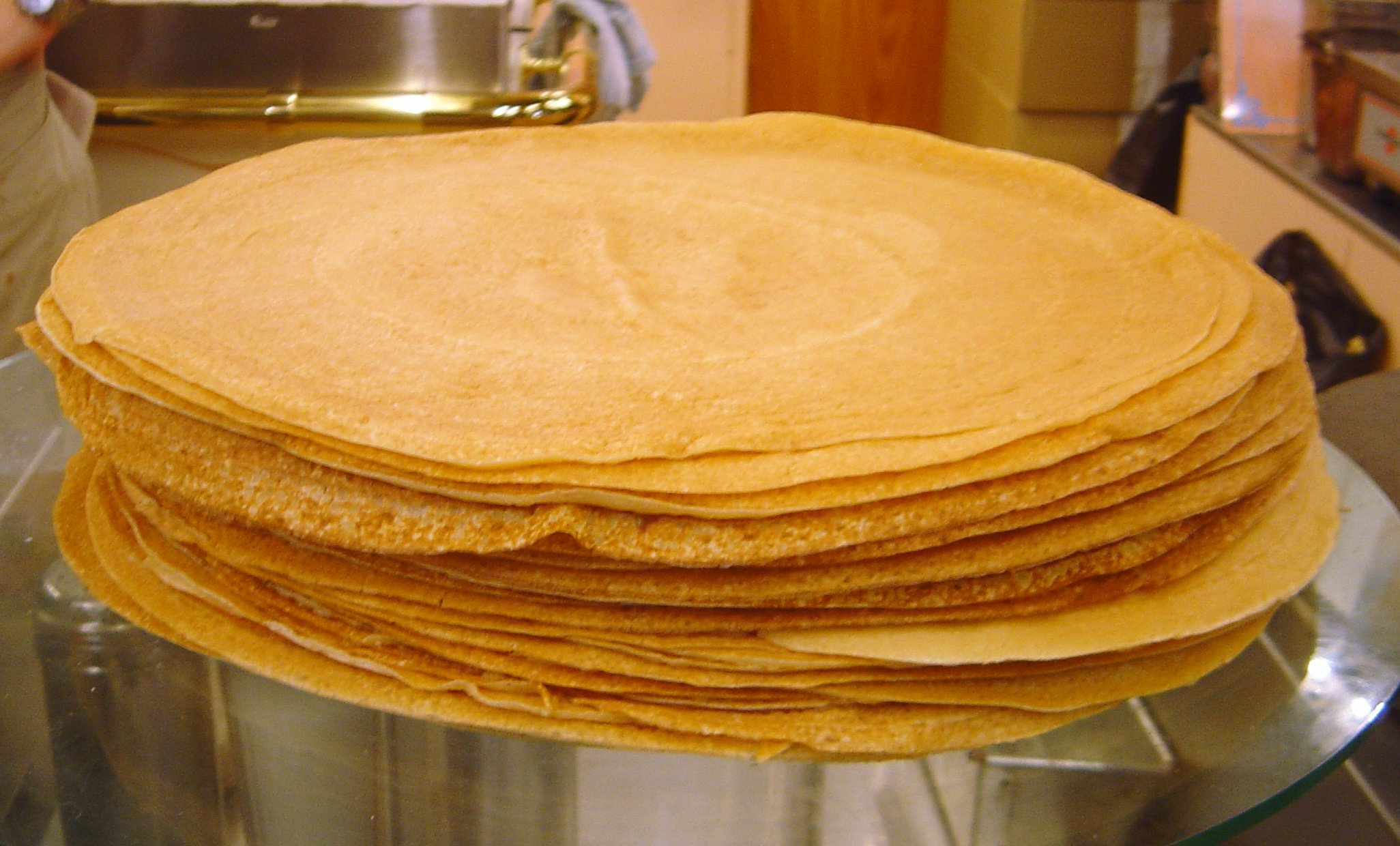
クロアチアでPalačinkeと呼ばれるクレープ

- Palačinke：甘いフィリング入りクレープ（ハンガリーのパラチンタ）
- バクラヴァ
- クレムシュニテ
- Šaumšnita
- シュトゥルクリ：クロアチア北部（英語版）の甘いペイストリー。
- Uštipci
- Fritule[15]
- Knedle：ジャガイモ生地のダンプリング、通常プラムを詰めて丸めて、パン粉をまぶす。
- シュトゥルーデル：クロアチア語：savijačaまたはštrudla、リンゴまたはカードのフィリング[13]。
- OrahnjačaおよびMakovnjača：クルミまたはケシの実入りの甘いパン[5]。
- クロアチア産蜂蜜
- Šape：熊の手の形に似たショートブレッド。
- 農家のチーズ（クワルク）ケーキ（クリームケーキ）
- Krofne、Pokladnice：ドーナツの一種[4]。
- クロアチアのパンケーキ：ワインと卵のソース
- Šnenokli、Paradižot：カスタードクリームにメレンゲを浮かべる、Floating island。
- アーモンドを詰めたラビオリ（Rafioli）
- 自家製プレザーブ 、ジャム、コンポート
- Čupavci：ラミントン[5]

## ケーキ

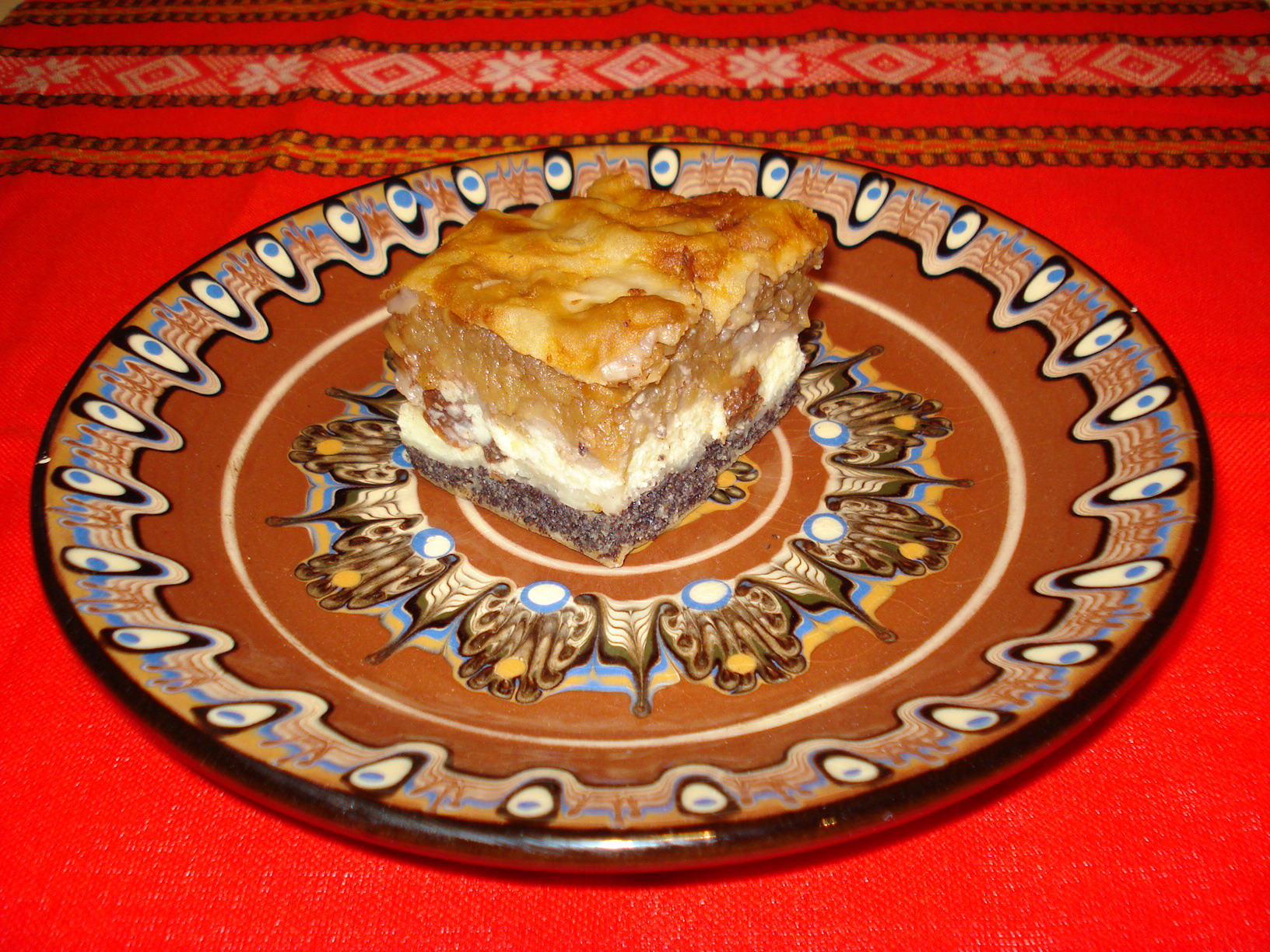
メジムルスカ・ギバニツァ

- RožataまたはRozata：フラン、カスタードプディング。
- Pinca：復活祭パーティのケーキ。
- クロシュトゥレ（英語版）（Kroštule）：カリカリに揚げたペイストリー[15]。
- フリトゥレ（英語版）（Fritule）：揚げた祝祭、特にクリスマスのペイストリー。
- 司祭のパン[5]
- クグロフ：円筒型ケーキ、クロアチア語：kuglof。
- Rapska torta：ラブ島のケーキ[10]。
- メジムルスカ・ギバニツァ（英語版）（Međimurska gibanica）：メジムリェ郡のリンゴ、ケシの実、クルミ、カッテージチーズの層状ケーキ。
- Makarana torta：マカルスカのケーキ
- Imotska torta：イモツキのケーキ

## 飲料

### ワイン
クロアチアには2か所の主要なワイン産地；Kontinetalna（大陸部）およびPrimorska（島々を含む沿岸部）がある。それぞれの地域は小地域に分けられ、更に小さなvinogorje（「ワインの丘」の意味）および地区に分けられる。これら全体でクロアチアには300以上の独自ワイン生産地域がある。クロアチアの一部では、赤または白ワインは水をほぼ同量混ぜて消費することがある
。

### デザートワイン
- マルヴァジーア（Malvazija）の甘口品種
- マスカット・オットネル（英語版）（マスカット参照）
- プロシェック（英語版）[5]

### 白ワイン
- Rajnski Rizling[13]
- Žlahtina
- マルヴァジーア
- ヴェルシュリースリング（Graševina）[3][13]

### 赤ワイン
- Plavac
- Postup[11]

### ビール

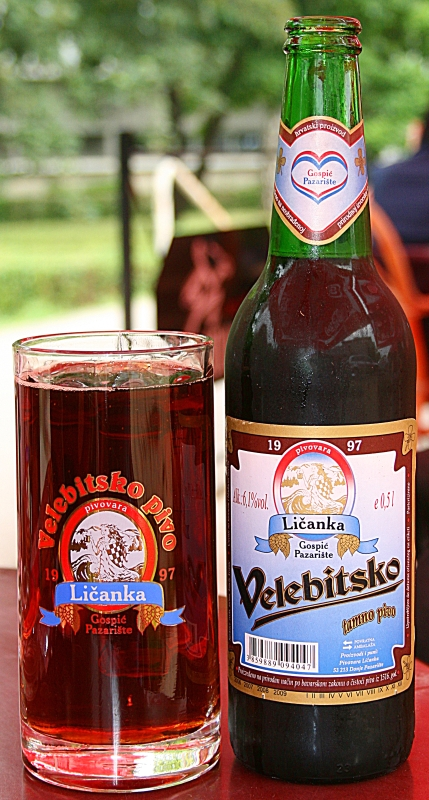
クロアチアのビール、ヴェレビツコ・ピヴォ

輸入ビール（ハイネケン、ツボルグ、ゲッサー、ステラ・アルトワ、など）が非常に豊富であることを別にすると、クロアチアには自家製および地域醸造ビールがある。スプリトの醸造所はドイツの醸造元からライセンスを受けてバイエルンのKaltenbergを生産する。
- Karlovačko：カルロヴァツで醸造する。[19]
- Ožujsko：ザグレブで醸造する。名前は「3月」を意味する。[20]
- Pan
- Favorit：イストラ、ブゼトで醸造する。
- Osječko：オシエクのクロアチアで最古の醸造所で製造する。
- Staro Češko：ダルヴァル（英語版）（チェコの少数民族が住む）で醸造するチェコのビール。
- Riječko pivo：大きな港湾都市リエカで醸造する。
- Tomislav：ザグレブの黒ビール。
- ヴェレビツコ・ピヴォ（英語版）（Velebitsko pivo）：ヴェレビト山脈のゴスピッチ近くの小規模だが高品質の醸造所で製造する。黒ビールがイギリスのビール愛好家ウェブサイトで最優秀ビールに投票された。

### リキュールとスピリッツ
- マラスキーノ[21][12]

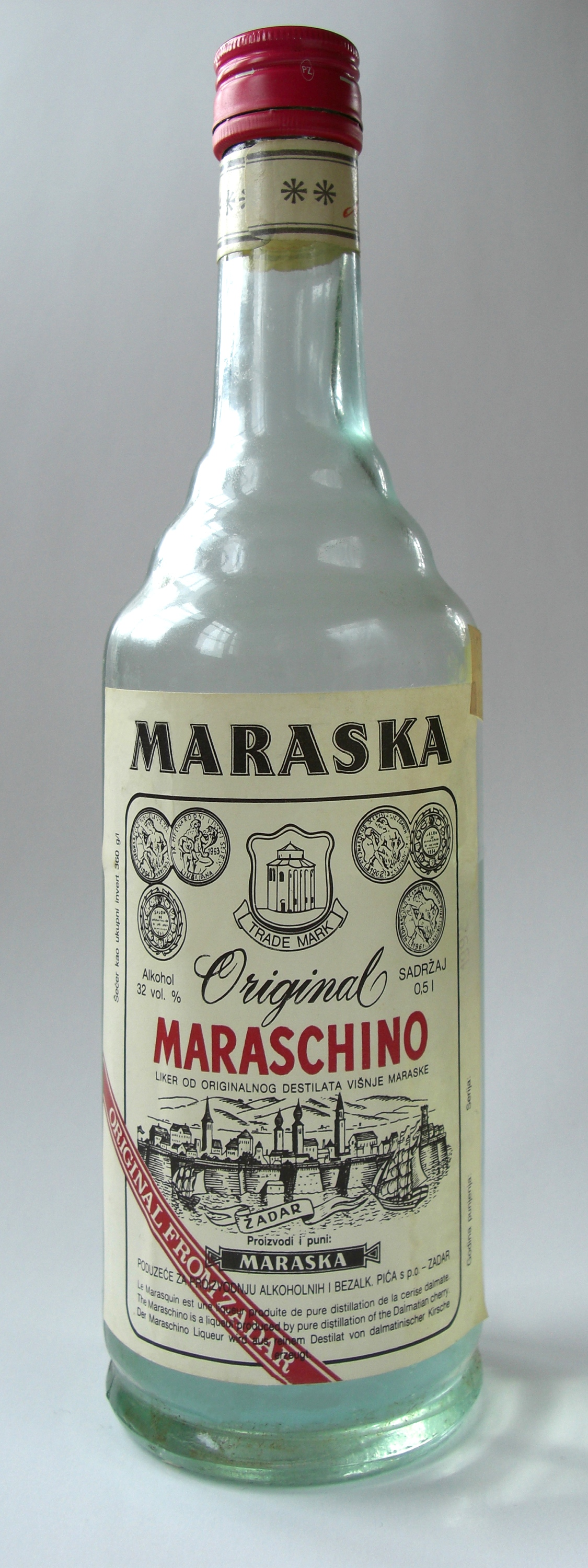
マラスキーノの瓶。

- ラキヤ：クロアチアのスピリッツ。通常の原料は：Lozovača/Loza（ブドウ）（イタリア語：グラッパ）、Travarica（ハーブ入りLoza）、Slivovitz（プラム）、Kruškovac（ナシ）、Drenovac（サクランボ）である。
- Pelinkovac
- Orahovac：クルミのリキュール。
- Medovina：蜂蜜酒
- Gvirc：Medovinaと同様に蜂蜜酒で、アルコール度数が高い。

### コーヒー
クロアチアではコーヒーをよく飲むが（年間に平均5kg）、これは以前にオーストリア＝ハンガリー帝国の一部であったからのみならず、過去にオスマン帝国から伝承したためでもある。ウィーンと同様の伝統的なコーヒー店が、クロアチア各地に存在する。

### ミネラルウォーター
水資源については、クロアチアはヨーロッパで上位に位置する。水の品質について、クロアチアの水は世界から評価される。大規模産業が少ないため、重大な水質汚染は起きていない。
- Jamnica[22]：2003年にパリのアクア・エクスポで最優秀ミネラルウォーターを受賞した。
- Lipički studenac
- Jana：Jamnica社の製品で、最優秀フレーバーミネラルウォーター（Eauscar 2004）を受賞した。

### ジュースとシロップ
- Badel[23]
- Jamnica[24]
- Maraska[25]
- Dona
- Vindi sokovi：Vindijaのジュース
- Cedevita[26]